# Embraer Lineage 1000
Embraer Lineage 1000 là một phương án của máy bay dân dụng phản lực vùng Embraer 190, được giới thiệu như một máy bay phản lực tư nhân vào 2 tháng 5 năm 2006. Nó được sản xuất bởi hãng chế tạo thiết bị hàng không vũ trụ của Brasil là Embraer, Lineage có kế hoạch trở thành một máy bay phản lực thương gia "cực lớn" với cabin tiện nghi có 19 ghế ngồi cho hành khách.

## Thiết kế
Lineage 1000 phần lớn dựa trên kiểu máy bay phản lực chở khách thành công của Embraer là E-190. Thay đổi lớn trên Lineage 1000 là thêm thùng nhiên liệu, tăng gấp đôi tầm bay của máy bay. Máy bay cũng có nội thất bên trong xa hoa, cabin được chia thành 5 khoang khác nhau bao gồm phòng tắm, phòng rửa mặt tùy chọn, và một lối đi bộ khá to ở khu hàng hóa phía sau. Ưu điểm khác là mặt cắt ngang thân máy bay lớn hơn so với các máy bay phản lực thương gia đối thủ khác như Gulfstream V và Bombardier Global Express. Lineage 1000 còn đứng trên về không gian bên trong so với BBJ và ACJ, nhưng kiểu chuyển đổi từ 737, A319 và A318.

## Thông số kỹ thuật

### Đặc điểm riêng
- Phi đoàn: 3
- Sức chứa: 19 hành khách
- Chiều dài: 36.24 m (118 ft 11 in)
- Sải cánh: 28.72 m (94 ft 3 in)
- Chiều cao: 10.28 m (34 ft 7 in)
- Diện tích cánh: n/a
- Trọng lượng rỗng: n/a
- Trọng lượng cất cánh: n/a
- Trọng lượng cất cánh tối đa: 55.000 kg (121.252 lb)
- Động cơ: 2× GE CF34-10E, 82.3 kN (18.500 lbf) mỗi chiếc

### Hiệu suất bay
- Vận tốc cực đại: Mach 0.82 (481 knots, 890 km/h)
- Tầm bay: 7.800 km (4.200 nm, 4.810 mi)
- Trần bay: 12.496 m (41.000 ft)
- Vận tốc lên cao: n/a
- Lực nâng của cánh: n/a
- Lực đẩy/trọng lượng: 0.41:1

### Máy bay có cùng sự phát triển
- Embraer E-Jets
- Embraer Legacy 600
- Embraer Phenom 100
- Embraer Phenom 300

### Máy bay có tính năng tương đương
- Boeing BBJ
- Airbus ACJ
- Airbus A318 Elite
- Bombardier Global Express
- Gulfstream G500/G550